# Fondo Leoncavallo
Der Fondo Ruggero Leoncavallo ist ein Musikarchiv, das seit 1990 als Teil der Kantonsbibliothek Locarno im Schweizer Kanton Tessin besteht. Es sichert und pflegt den künstlerischen Nachlass des italienischen Komponisten Ruggero Leoncavallo. In wechselseitiger Ergänzung mit dem Museo Leoncavallo im nahegelegenen Brissago, das mehrheitlich Memorabilien aus Leoncavallos Nachlass aufbewahrt, sammelt und erschließt der Fondo Leoncavallo vorwiegend schriftliche Zeugnisse zu Leben und Werk des Komponisten.

## Geschichte

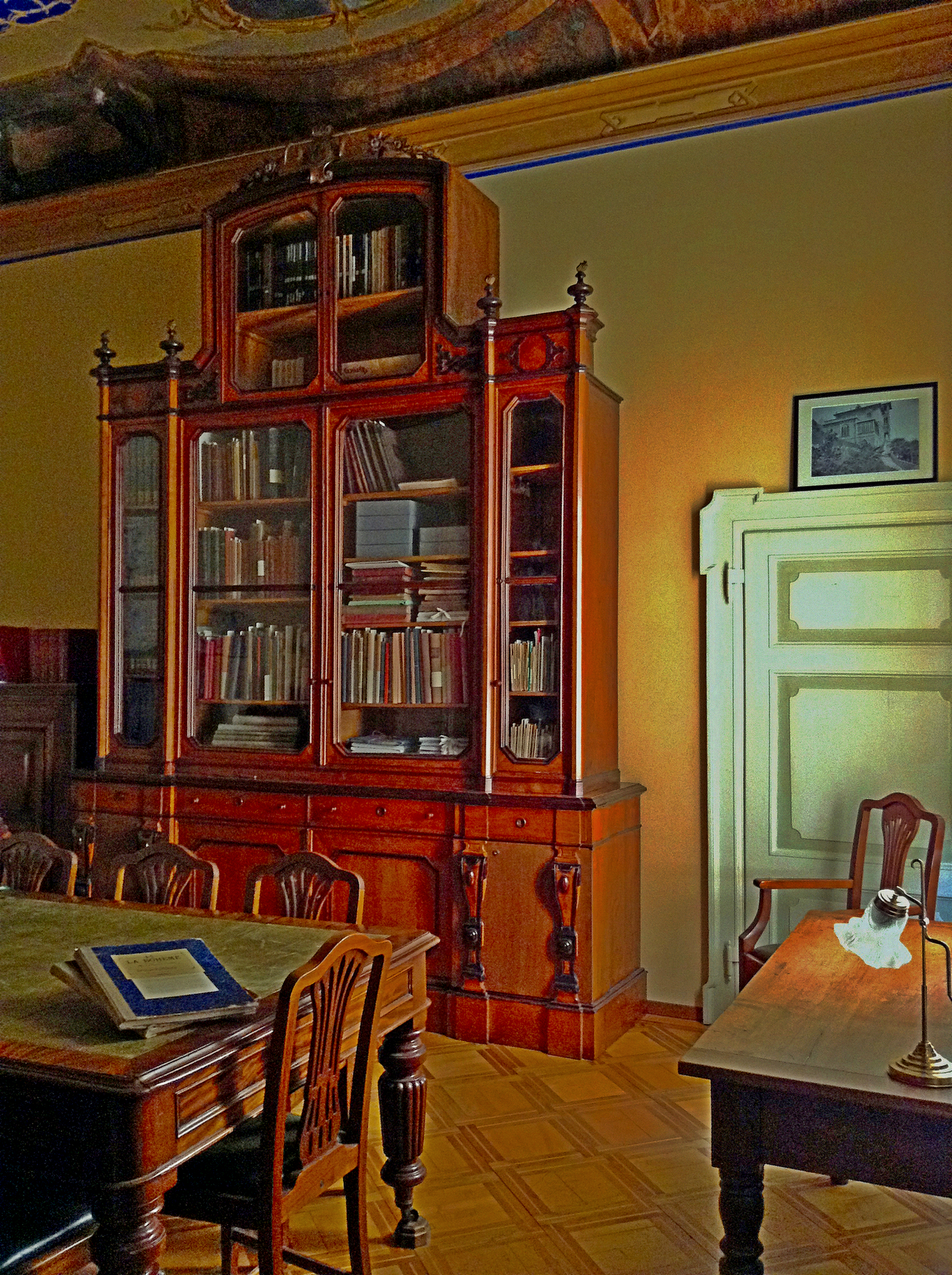
Lesesaal

Nach dem Tod Ruggero Leoncavallos im Jahr 1919 verblieb der Nachlass des Komponisten über Jahrzehnte in relativer Geschlossenheit zunächst im Besitz der Erben, Leoncavallos Witwe Berta sowie der von ihm selbst als weitere Erbin eingesetzten Jeanne („Fernanda“) Puel. Auch nach deren Tod im Jahr 1957 wurden die Bestände in privatem Besitz erhalten. 1988 erwarb der Kanton Tessin, wo Leoncavallo fast zwei Jahrzehnte seines Lebens verbracht hatte, große Teile des schriftlichen Quellenbestandes als Grundstock für eine dem Komponisten und seiner Zeit gewidmete Forschungseinrichtung. Die seither durch Ankäufe und Schenkungen in wesentlichen Punkten erweiterte Kollektion wurde 1990 der Öffentlichkeit zugänglich gemacht. Als Sitz wurden ihr Räumlichkeiten im barocken Palazzo Morettini, unter dem Dach der Biblioteca cantonale im Zentrum von Locarno, zur Verfügung gestellt.

## Bestände
Während das Museo Leoncavallo in Brissago primär auf die Ausstellung biographischer Objekte konzentriert ist, werden in Locarno Autographen, Erstausgaben und Skizzen der Opern und Libretti Leoncavallos aufbewahrt, ferner eine mehrere Tausend Dokumente umfassende Briefkorrespondenz, eine breite Kollektion zeitgenössischer Plakate und Programme zu Aufführungen seiner Werke, zudem Klavierrollen und frühe Tonaufnahmen. Die ikonografische Sammlung schließt über 500 Fotografien aus den privaten Alben der Familie ein. Beachtlich ist der Bestand an zeitgenössischen Pressestimmen, die teils von Leoncavallo selbst zusammengestellt und kommentiert wurden, seine Notenbibliothek sowie eine große Anzahl an Verträgen für die Vermarktung seiner Kompositionen, die Vertonung seiner Libretti, die Einspielung oder sonstige Verwertung seiner Werke. Zum Fondo gehört außerdem ein Teil von Leoncavallos Privatbibliothek an schöngeistiger Literatur, eine Reihe persönlicher Gegenstände und Ehrengaben sowie diverse Karikaturen. Damit ist der Fondo Leoncavallo die weltweit größte Kollektion an Primärquellen und Dokumenten unterschiedlichster Art zu Leben und Werk des Komponisten.
Die dokumentarische Sammlung wird kontinuierlich erweitert. Für die Nutzung der Bestände steht Forschenden und der interessierten Öffentlichkeit ein Konsultationsraum zur Verfügung, einschließlich einer Handbibliothek mit Forschungsliteratur zur Musik des Fin de Siècle. Einige der persönlichen Gegenstände Leoncavallos werden als Teil einer Dauerausstellung gezeigt.